# Porto Xavier
Porto Xavier är en kommun i Brasilien.   Den ligger i delstaten Rio Grande do Sul, i den södra delen av landet, 1 500 km sydväst om huvudstaden Brasília. Antalet invånare är 10 560.
Omgivningarna runt Porto Xavier är en mosaik av jordbruksmark och naturlig växtlighet. Runt Porto Xavier är det ganska glesbefolkat, med 47 invånare per kvadratkilometer.